# ヴヤディン・サヴィッチ
ヴヤディン・サヴィッチ (セルビア語: Вујадин Савић, Vujadin Savić、1990年7月1日 - ）は、セルビアとフランスの元サッカー選手。ポジションはディフェンダー。

## クラブ歴
8歳の時にレッドスター・ベオグラードの下部組織に入団し、トップチームまで昇格。トップチーム昇格の2007年から2009年まではFKラド・ベオグラードに期限付き移籍し、その後レッドスター・ベオグラードのトップチームで出場した。
2010年にFCジロンダン・ボルドーに移籍。2012年1月に期限付き移籍で1.FCディナモ・ドレスデンに加入。2014年にはアルミニア・ビーレフェルトに期限付き移籍。
2015年1月23日にシーズン末までの契約でフットボールリーグ・チャンピオンシップのワトフォードFCに加入。しかしプレミアリーグ昇格とともに出場出来ないまま放出された。
同年夏にFCシェリフ・ティラスポリに加入。2シーズンで40試合4得点の結果を残した。2015年9月19日にはオーバーヘッドで得点を決めた。
2017年6月に2年契約でレッドスター・ベオグラードに復帰。このシーズンのレッドスター・ベオグラードはUEFAヨーロッパリーグ 2017-18 予選で1次予選から本戦まで進出するという史上初の快挙を成し遂げた。またこの本戦出場はレッドスター・ベオグラードにとっては26年ぶりとなる国際大会の舞台にもなった。ヴラダン・ミロイェヴィッチ監督は彼を比較的守備的なパートナーであるスルジャン・バビッチやダミアン・ル・タレクと組ませた。この中盤でUEFAヨーロッパリーグ 2017-18 グループリーグでは2失点に抑え、グループリーグ出場クラブの中ではレッドブル・ザルツブルクに次ぐ堅守を誇った。2018年5月にセルビア・スーペルリーガベストイレブンに選出された。
2019年7月14日、APOELニコシアに移籍した。

## 代表歴
2018年3月にセルビアA代表のモロッコ代表、ナイジェリア代表との親善試合のメンバーに選出された。しかし怪我のため出場はならなかった。

## 個人
父親のドゥシャン・サヴィッチもサッカー選手。結婚はしていないが、女優のミルカ・ヴァシリェヴィッチとの間に3人の子供がいる。なお彼の名前はヴヤディン・ボシュコヴから取られている。

## タイトル

### クラブ
レッドスター・ベオグラード
- セルビア・カップ: 2009-10
- セルビア・スーペルリーガ: 2017-18, 2018-19

シェリフ・ティラスポリ
- ディヴィジア・ナツィオナラ: 2015-16, 2016-17
- クパ・モルドヴェイ: 2016-17
- スーペルクパ・モルドヴェイ: 2016

### 個人
- セルビア・スーペルリーガベストイレブン: 2017-18